# Yves Le Saux
Yves Le Saux (Hennebont, 24 dicembre 1960) è un vescovo cattolico francese, dal 27 giugno 2022 vescovo di Annecy.

## Biografia
È nato a Hennebont, nel Morbihan, nel 1960, figlio di Joseph, un falegname, e Marie-Yvonne Le Gallot. Ha frequentato il liceo santa Giovanna d'Arco a Pontivy, conoscendo in quel periodo Pierre Goursat, fondatore della comunità dell'Emmanuele.

### Formazione e ministero sacerdotale
Terminati gli studi liceali, ha proseguito la sua formazione presso l'Istituto di studi teologici di Bruxelles dal 1980 al 1986, dove ha conseguito il baccalaureato in teologia. Il 22 giugno 1986 è stato ordinato presbitero per la diocesi di Autun dal vescovo Armand Le Bourgeois.
Dal 1986 al 1992 è stato uno dei cappellani di Paray-le-Monial, sede di molte sessioni organizzate dalla comunità. È stato anche cappellano della scuola di evangelizzazione di Paray-le-Monial. Dal 1992 al 1994 è stato vice-superiore dei cappellani e rettore del santuario di Paray-le-Monial e della basilica du Sacré-Cœur. Nel 1994 è diventato superiore dei cappellani e delegato episcopale per la pastorale familiare nella diocesi di Autun.
Dal 1997 al 2002 è stato responsabile della fondazione della comunità dell'Emmanuele a Namur, in Belgio.
Nel 2002 è succeduto a Jacques Benoit-Gonnin come sacerdote accompagnatore dei seminaristi e dei preti della comunità.

### Ministero episcopale
Il 21 novembre 2008 papa Benedetto XVI lo ha nominato vescovo di Le Mans. Ha ricevuto la consacrazione episcopale nella cattedrale di san Giuliano a Le Mans il 25 gennaio 2009 dalle mani del cardinale André Vingt-Trois, arcivescovo metropolita di Parigi, co-consacranti l'arcivescovo Pierre d'Ornellas, arcivescovo metropolita di Rennes, ed il vescovo Benoît Rivière, vescovo di Autun. Durante la stessa celebrazione prende possesso della diocesi.
Durante il suo episcopato si è impegnato ad aprire il processo di beatificazione dell'imperatrice Zita d'Austria, strettamente legata all'abbazia di santa Cecilia di Solesmes, situata nel territorio diocesano dove tre delle sue sorelle erano monache.
Divenuto presidente del convegno dell'Accademia di ecologia integrale, ha esposto pubblicamente il suo interesse per questo progetto, portato avanti dai monaci della comunità dei Fratelli di San Giovanni.
Nel settembre 2012 e nel marzo 2020 ha compiuto la visita ad limina.
Il 27 giugno 2022 papa Francesco lo ha nominato vescovo di Annecy, prendendo possesso della diocesi il 21 agosto successivo nella chiesa di Saint-Maurice ad Annecy, alla presenza di Olivier de Germay, arcivescovo metropolita di Lione, e di Celestino Migliore, nunzio apostolico in Francia. Il 28 agosto si è insediato nella cattedrale di San Pietro e vi ha celebrato la sua prima messa.

## Genealogia episcopale
La genealogia episcopale è:
- Cardinale Scipione Rebiba
- Cardinale Giulio Antonio Santori
- Cardinale Girolamo Bernerio, O.P.
- Arcivescovo Galeazzo Sanvitale
- Cardinale Ludovico Ludovisi
- Cardinale Luigi Caetani
- Cardinale Ulderico Carpegna
- Cardinale Paluzzo Paluzzi Altieri degli Albertoni
- Papa Benedetto XIII
- Papa Benedetto XIV
- Papa Clemente XIII
- Cardinale Marcantonio Colonna
- Cardinale Giacinto Sigismondo Gerdil, B.
- Cardinale Giulio Maria della Somaglia
- Cardinale Carlo Odescalchi, S.I.
- Vescovo Eugène de Mazenod, O.M.I.
- Cardinale Joseph Hippolyte Guibert, O.M.I.
- Cardinale François-Marie-Benjamin Richard
- Vescovo Marie-Prosper-Adolphe de Bonfils
- Cardinale Louis-Ernest Dubois
- Cardinale Georges-François-Xavier-Marie Grente
- Arcivescovo Marcel-Marie-Henri-Paul Dubois
- Cardinale François Marty
- Cardinale Jean-Marie Lustiger
- Cardinale André Armand Vingt-Trois
- Vescovo Yves Le Saux, Comm. l'Emm.